# Пламенный топазовый колибри
Пламенный топазовый колибри (лат. Topaza pyra) — вид птиц из рода топазовые колибри (Topaza) подсемейства типичные колибри (Trochilinae) семейства колибри (Trochilidae).

## Ареал
Обитает на западе Амазонской низменности.

## Происхождение названия
Джон Гульд описал этот вид под названием Trochilus pyra. Считается, что он был найден около реки Риу-Негру в Бразилии. Только позже, в 1840 году Джордж Роберт Грей причислил эту птицу к роду Topaza.

## Описание
Пламенный топазовый колибри — птица с выраженным половым диморфизмом. Длина тела самца 19—20 см, в то время как самки всего 13—14, несмотря на это вес и самца, и самки 10 грамм. Длина клюва 2,5 сантиметров. Пламенный топазовые колибри очень похожи на своих родственников, топазовых колибри. Окраска самца яркая. У него чёрная голова, блестящая зелёная грудь, окаймлённая чёрной полоской. Верх спины алый, а к хвосту окраска становится более оранжевой. Живот медного цвета. Кроющие хвоста жёлто-зелёные, рулевые перья тёмно-фиолетовые, из них выступают два длинных загнутых чёрных пера. Верх крыльев бордовый с чёрными кончиками, низ тёмно-коричневый. Ноги бурого цвета.

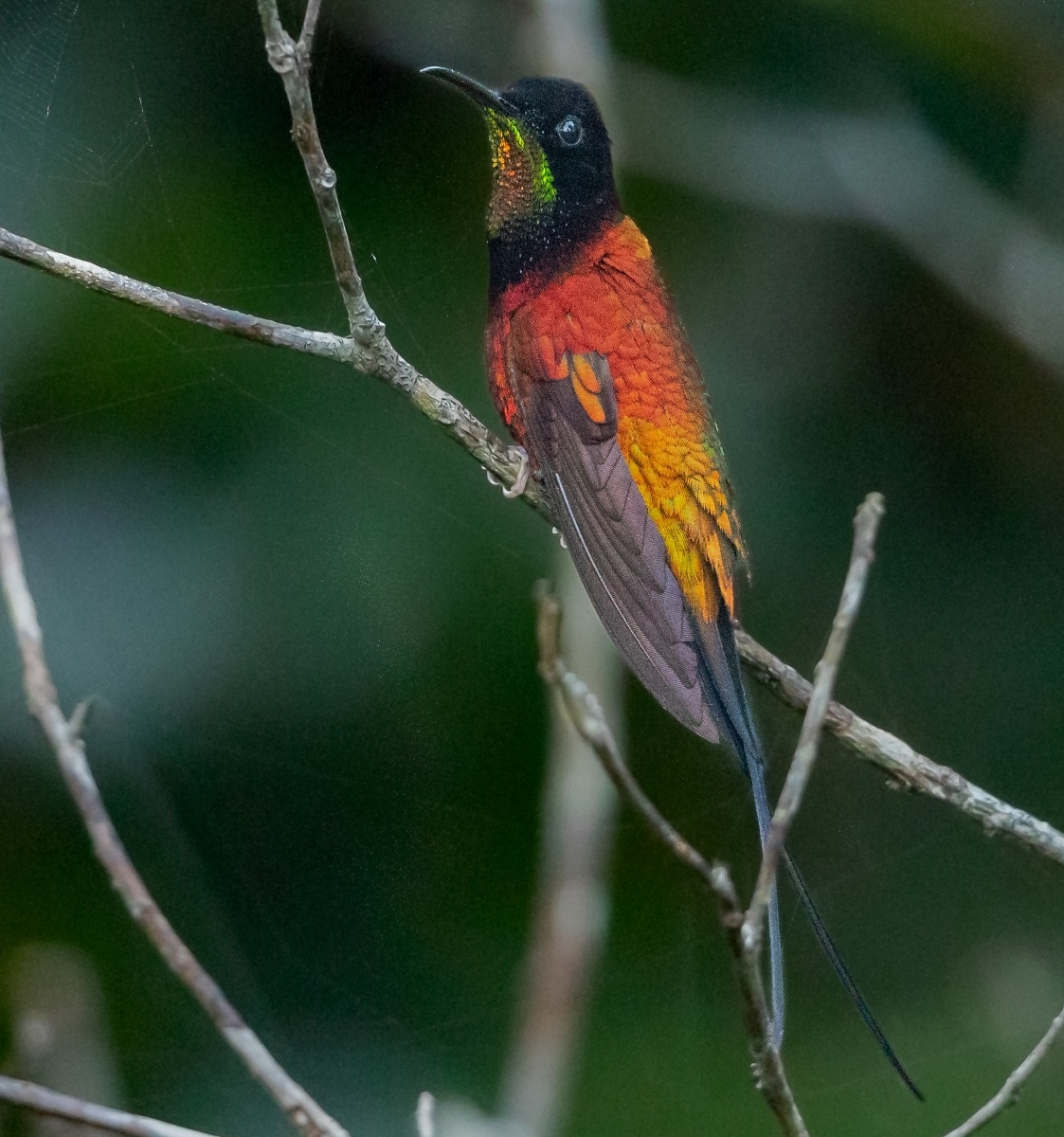
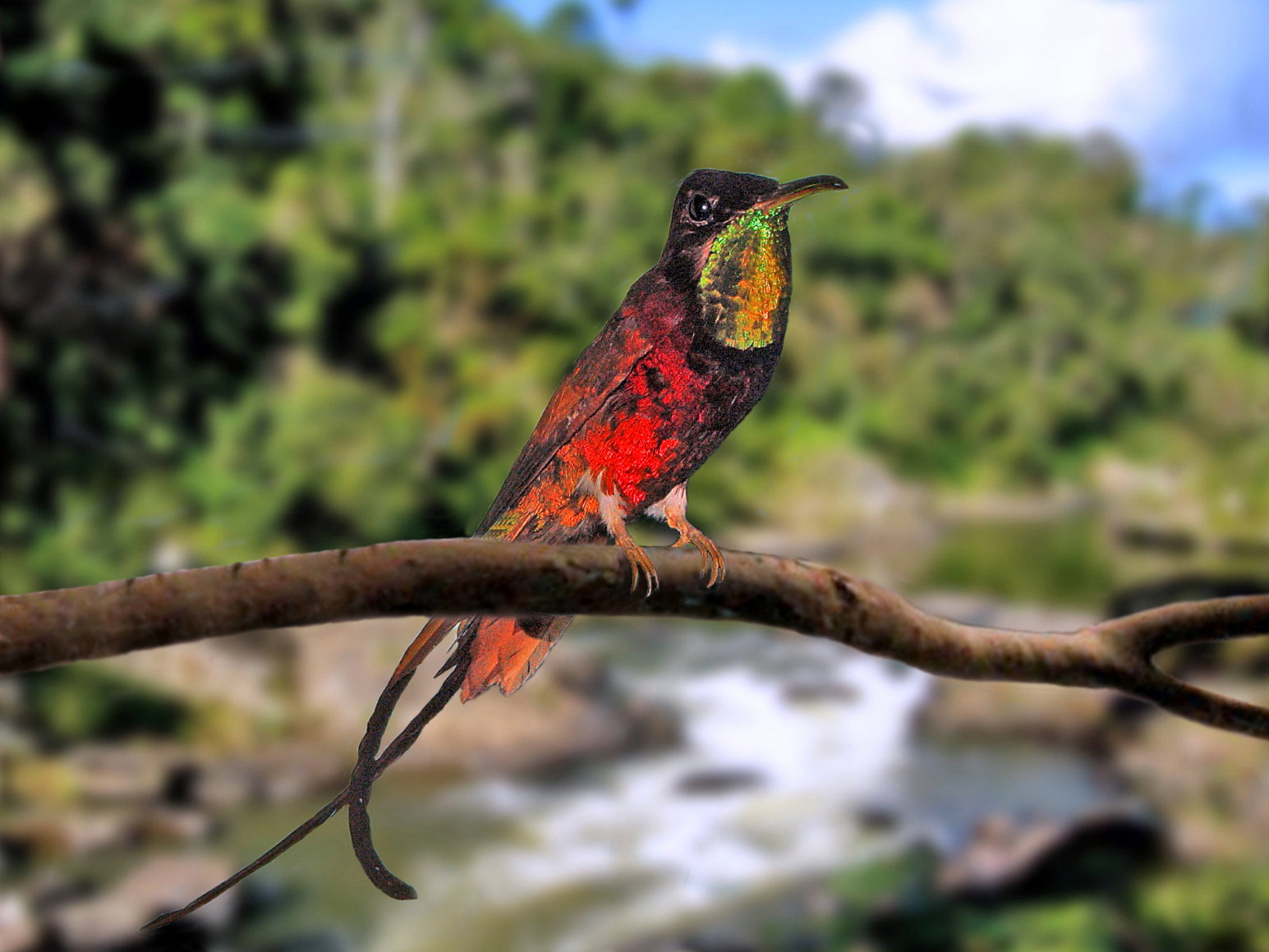
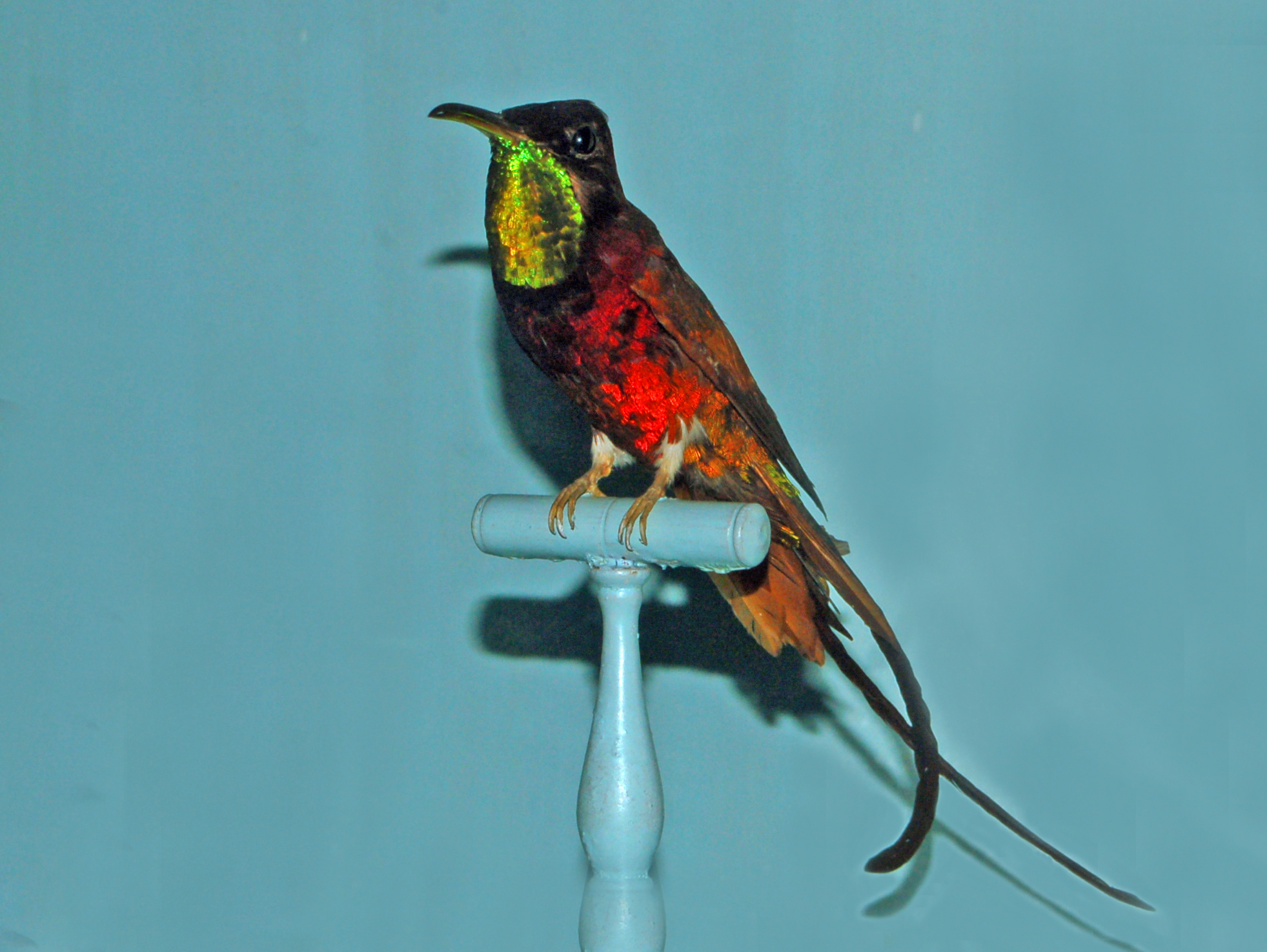

## Образ жизни
Эти птицы предпочитают в своём рационе насекомых, а нектаром цветов питаются в редких случаях. Во время охоты они либо ищут места где, много добычи, иногда ловят насекомых над водой, либо просто воруют уже пойманную еду из паутин (иногда едят и самих пауков). 

## Среда обитания
Пламенный топазовый колибри обитает в тропических лесах, на полянах, вдоль ручьёв и рек в саваннах на высоте 100—300 метров над уровнем моря.

## Охранный статус
МСОП присвоил таксону охранный статус «Виды, вызывающие наименьшие опасения» (LC).

## Подвиды
Международный союз орнитологов выделяет два подвида:
- Topaza pyra amaruni Hu, Joseph & Agro, 2000[6]
- Topaza pyra pyra (Gould, 1846)[2]

Подвид T. p. amaruni имеет чёрные перья на голени, которые у T. p. pyra развиты слабо.